# Varyag (011)
O Varyag (Варяг) é um cruzador de mísseis guiados russo. É o terceiro cruzador que compõe a classe Slava, e atualmente se encontra em serviço na marinha russa. Antes, servia a Frota Naval Militar da União Soviética, nomeado de Chervona Ukraina. Foi nomeado em homenagem aos varegues ou varangianos.
O seu batimento de quilha aconteceu no estaleiro 445 em Nikolayev no ano de 1979, quando conhecido por Chervona Ukraina. O navio foi lançado em julho de 1983 e comissionado em 16 de outubro de 1989.  O navio de guerra entrou para a Frota do Pacífico em 1990 e foi alistado tendo apenas um zelador na tripulação até 2002.O cruzador voltou ao serviço na Frota do Pacífico no início de 2008 depois de uma revisão.Em 2009, o Varyag liderou uma frota de navios de guerra estrangeiros que participaram de um desfile para marcar o 60º aniversário da marinha da China.
Em junho de 2010, Varyag, sob o comando do capitão Eduard Moskalenko e do contra-almirante das Forças da Frota do Norte Vladimir L. Kasatonov, fez uma visita ao porto de San Francisco, sendo a primeira de um combatente à superfície da marinha russa em 147 anos. O navio contou com uma cerimônia de inauguração de placa para homenagear seis marinheiros russos da Marinha Imperial que morreram combatendo um incêndio em San Francisco em 1863. Esta visita contou também com o presidente Medvedev que visitou o Vale do Silício e mais uma vez visitou o Varyag, depois da visita em Cingapura em 2009. Em 19 de novembro de 2010, durante uma visita informal de 4 dias à Coreia do Sul, o tenente Ivan Yegorov, de 24 anos, teria cometido suicídio por enforcamento. De acordo com Roman Martov, chefe da frota do Pacífico, o motivo do suicídio foi um conflito entre o tenente e sua esposa. O irmão da tripulante duvida que foi suicídio, e disse aos repórteres que seu irmão havia lhe telefonado várias horas antes da morte: "Sua voz era de alto astral e ele se gabava de presentes que ele estava indo trazer à sua família". Houve um relatório policial arquivado, mas nenhuma evidência de crime foi encontrada.
De 8 a 11 de novembro de 2011, acompanhado pelo petroleiro Irkut, fez uma visita para o porto de Vancouver, British Columbia, para homenagear os militares mortos em conflitos armados. Varyag foi escoltado até Vancouver pelo contratorpedeiro da Marinha Real Canadense HMCS Algonquin, e a tripulação do Varyag se envolveu em esportes amistosos com os seus homólogos canadenses do Algonquin.Em novembro de 2014, o Varyag levou uma implantação de quatro navios de guerra russos para as águas internacionais ao largo da Austrália. A implantação foi planejada para ser ligada ao G-20 Brisbane, e houve crescentes tensões entre as duas nações.

## Vostok 2014
O Varyag realizou exercícios estratégicos de larga escala Vostok (Oriente) 2014 no território do Distrito Militar Oriental (Extremo Oriente e Sibéria Oriental) de 19 a 25 de setembro de 2014. Na semana anterior, o Distrito Militar Oriental foi palco de inspeção de surpresa, visando verificar a prontidão de combate das tropas e as capacidades de mobilização das agências civis. As manobras Vostok 2014 completam o conjunto de exercícios e inspeções de 2014.

## Galeria

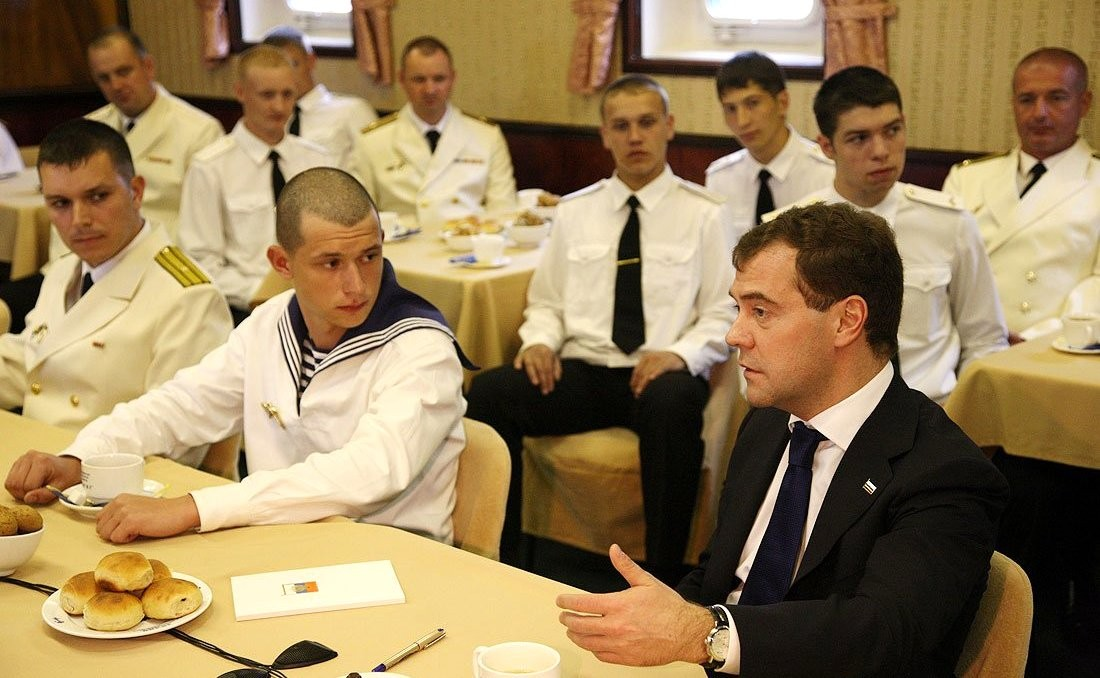
Dmitry Medvedev. Encontro com os marinheiros.
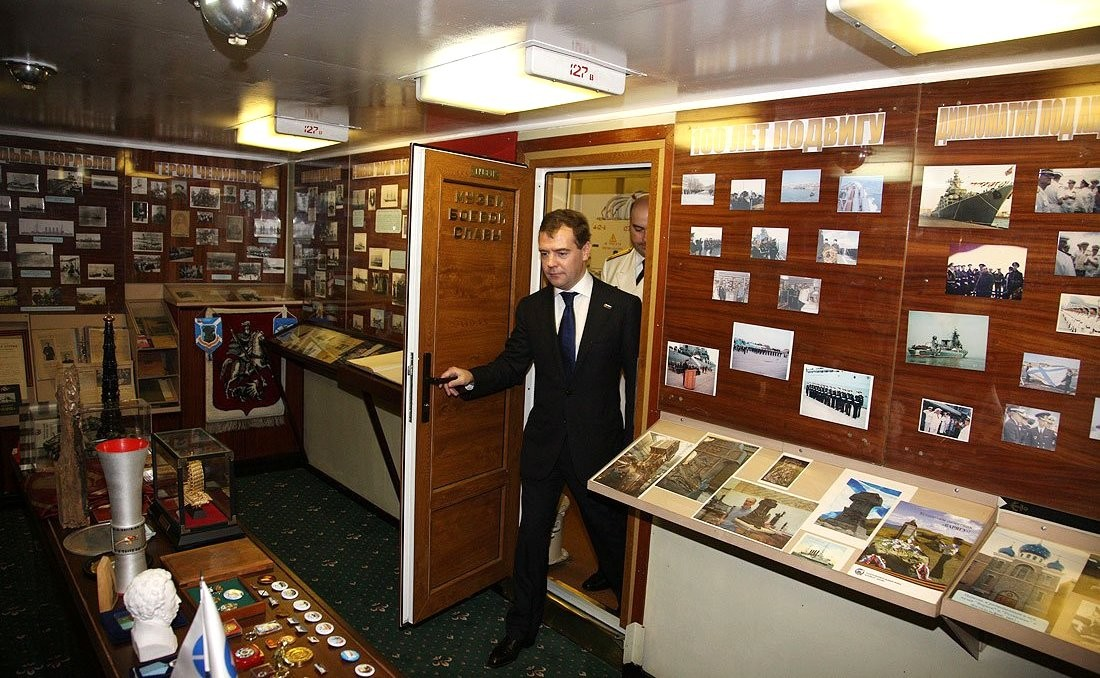
Dmitry Medvedev. Visita ao museu do cruzador Varyag.
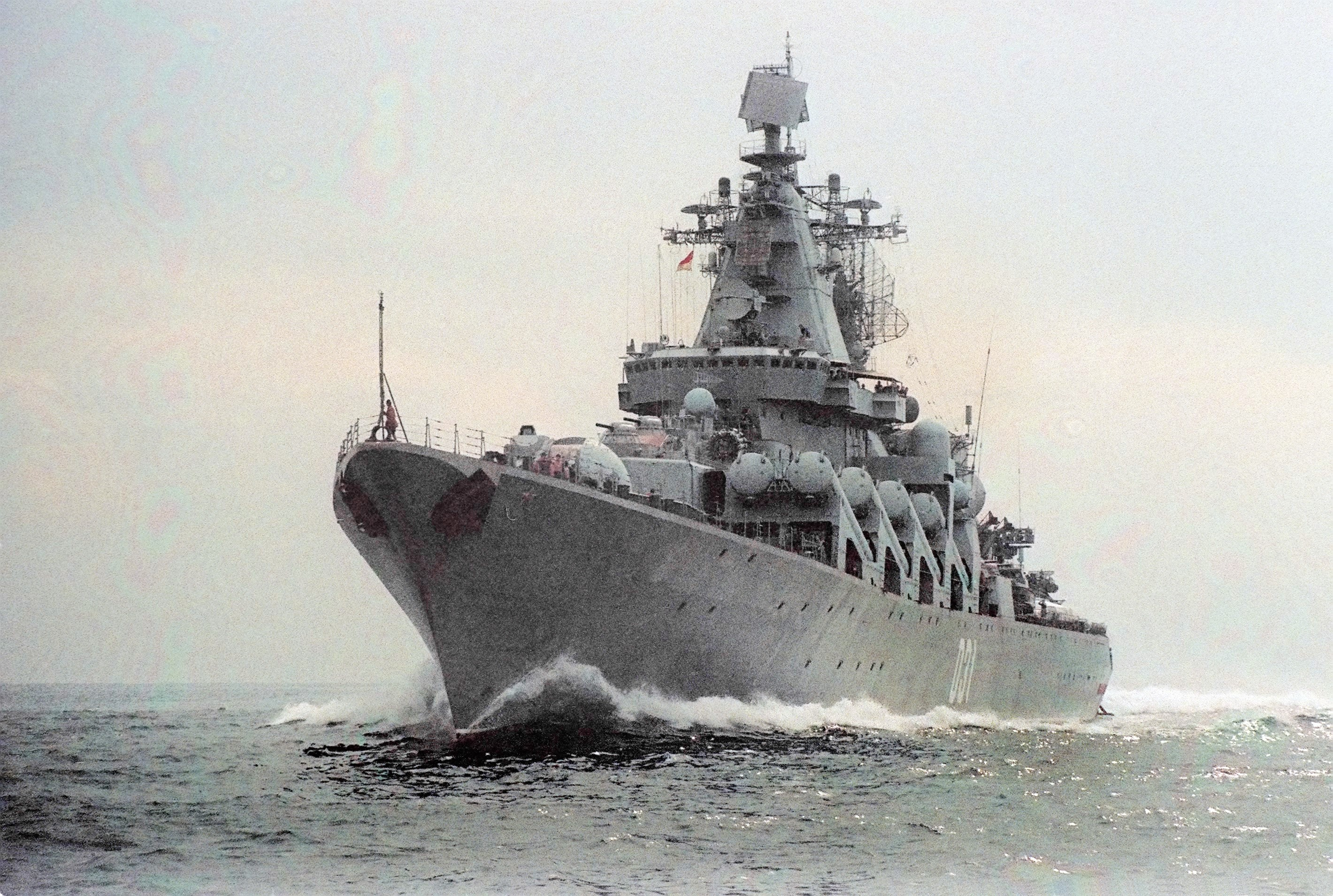
Cruzador Chervona Ukraina em 1995.
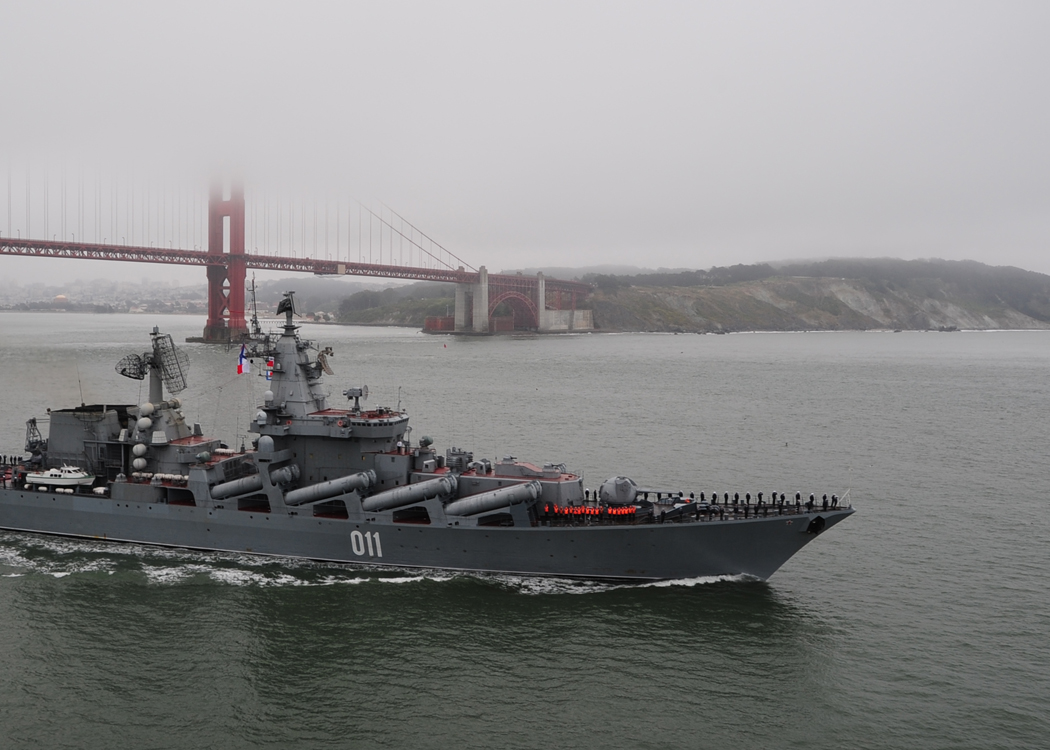
Visita à San Francisco, 2010.
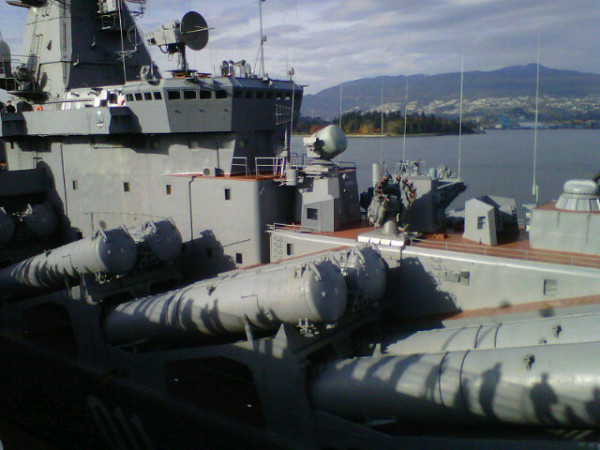
Visita à Vancouver, Canadá em novembro de 2011.
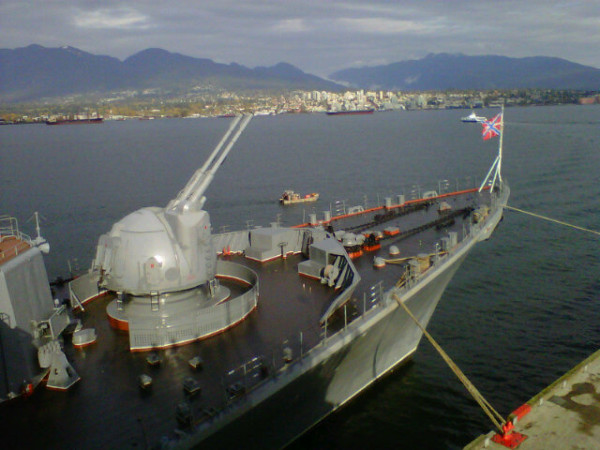
Vista próxima dos canhões de calibre duplo AK-130 na proa, e costa norte de Vancouver ao fundo.
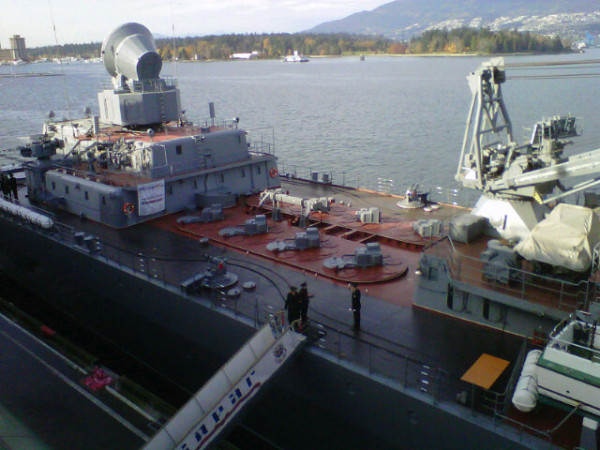
Vista próxima dos tubos de mísseis terra-ar de longo alcance S-300PMU no convés do Varyag.
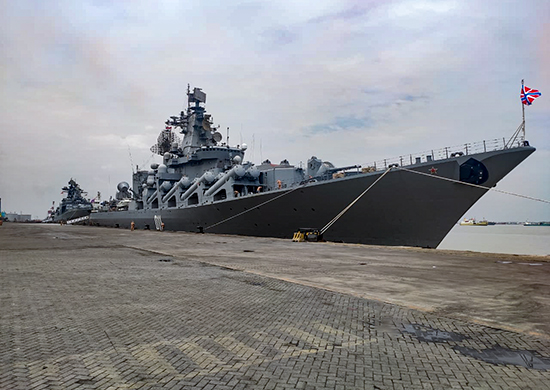
O cruzador "Varyag" durante uma visita à Indonésia. 14 de dezembro de 2020
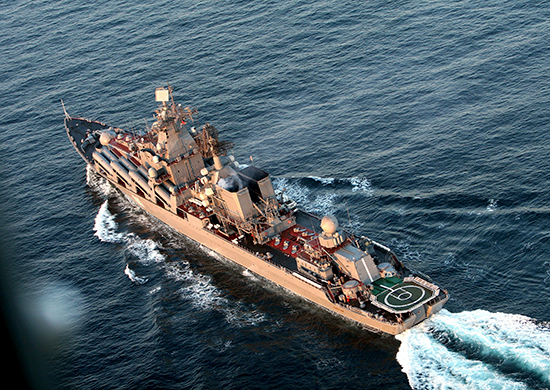
O cruzador "Varyag" na Baía de Bengala. 5 de dezembro de 2020